# Lembras
Lembras (okzitanisch: Lembrac) ist eine Gemeinde mit 1.255 Einwohnern (Stand: 1. Januar 2022) im Département Dordogne im Südwesten Frankreichs in der Region Nouvelle-Aquitaine. Lembras gehört zum Arrondissement Bergerac und zum Kanton Bergerac-2.

## Geographie
Lembras liegt im Süden des Départements Dordogne im Périgord. Umgeben wird Lembras von den Nachbargemeinden Queyssac im Norden, Lamonzie-Montastruc im Osten, Saint-Sauveur im Südosten, Creysse im Süden, Bergerac im Westen und Südwesten sowie Maurens im Nordwesten.
Die Gemeinde, in der der Wein der Appellation Rosette angebaut wird, liegt an der Via Lemovicensis, einem der vier historischen „Wege der Jakobspilger in Frankreich“.

## Bevölkerungsentwicklung
| 1962                      | 1968 | 1975 | 1982 | 1990 | 1999 | 2006 | 2013 |
| ------------------------- | ---- | ---- | ---- | ---- | ---- | ---- | ---- |
| 570                       | 597  | 723  | 977  | 1174 | 1194 | 1178 | 1213 |
| Quelle: Cassini und INSEE |      |      |      |      |      |      |      |

## Sehenswürdigkeiten
- Kirche Décollation-de-Saint-Jean-Baptiste